# Emilio Podestà
Emilio Podestà (Ponte dell'Olio, 20 luglio 1933) è un politico italiano.